# 紅邊笛鯛
紅邊笛鯛，為輻鰭魚綱鱸形目鱸亞目笛鯛科的其中一種，分布於西大西洋區，從美國北卡羅來納州至巴西聖保羅海域，棲息深度90-242公尺，體長可達83公分，生活在大陸棚，屬肉食性，以魚類、甲殼類、腹足類、頭足類等為食，可做為食用魚及遊釣魚。

## 擴展閱讀
維基物種上的相關：紅邊笛鯛